# Ceux qui inventent n'ont jamais vécu (?)
Albums de Fly Pan Am
Sédatifs en fréquences et sillons
(2000) N'écoutez pas
(2004)
Ceux qui inventent n'ont jamais vécu (?) est le deuxième album studio du groupe de post-rock québécois Fly Pan Am, publié en 2002 par Constellation Records.

## Contenu et enregistrement
Le label du groupe, Constellation Records, affirme à propos de l'album qu'il inclut un thème récurrent d'« auto-sabotage ». Les bruits électroniques présents dans l'album, caractéristique majeure de la musique de Fly Pan Am, ont pour objectif de perturber l'auditeur ; par exemple, le morceau Sound-support surface noises reaching out to you inclut des bruitages semblables à ceux d'un CD qui saute.
De nombreux musiciens ont participé à l'enregistrement de l'album, comme David Bryant (en) et Bruce Cawdron de Godspeed You! Black Emperor ou encore Sam Shalabi du groupe de rock psychédélique Shalabi Effect (en). Alexandre St-Onge, collaborateur de longue date du groupe, a également réalisé les bruitages électroniques sur la deuxième piste.
L'album a été produit et mixé en 2001 par Efrim Menuck et Thierry Amar (en) à l'Hotel2Tango (en). La pochette de l'album a été réalisée par les membres de Fly Pan Am.

## Réception critique
Ceux qui inventent n'ont jamais vécu (?) a été relativement bien accueilli par les critiques spécialisés. Mark Richardson de Pitchfork affirme que l'album « possède un air attractif d'imprévisibilité [...], comme si chaque piste pouvait partir n'importe où n'importe quand », déclarant toutefois que « Fly Pan Am n'est pas votre groupe de post-rock habituel, mais n'est pas incroyablement bon non plus ». Matt Borghi affirme quant à lui qu'il y a « une certaine beauté du post-rock dans les instrumentations minimalistes et les grooves fluides bien qu'un peu désordonnés ».

## Liste des titres
| No | Titre                                                                                         | Durée |
| -- | --------------------------------------------------------------------------------------------- | ----- |
| 1. | Jeunesse sonique, tu dors (en cage)                                                           | 1:32  |
| 2. | Rompre l'indifférence de l'inexitable avant que l'on ne vienne rompre le sommeil de l'inanimé | 10:53 |
| 3. | Partially sabotaged distraction partiellement sabotée                                         | 4:15  |
| 4. | Univoque/Équivoque                                                                            | 5:41  |
| 5. | Arcades-Pamelor                                                                               | 3:41  |
| 6. | Sound-supprt surface noises reaching out to you                                               | 7:15  |
| 7. | Erreur, errance : interdits de par leurs nouvelles possibilités                               | 4:33  |
| 8. | La vie se doit bien d'être vécue ou commençons à vivre                                        | 6:41  |

## Musiciens

### Fly Pan Am
- Jonathan Parant : guitare électrique, orgue, piano, chant, électronique
- Félix Morel : batterie, chant, électronique
- Roger Tellier-Craig : guitare électrique, orgue, chant, électronique
- J. S. Truchy : guitare basse, chant, électronique

### Autres musiciens
- Tom Bernier : clarinette (sur la piste 2)
- David Bryant (en) : guitare électrique (sur les pistes 6 et 8)
- Bruce Cawdron : percussions (sur la piste 7)
- Jacques Gravel : clarinette (sur la piste 2)
- Christof Migone : bruitages (sur la piste 8)
- Thea Pratt : cor (sur la piste 2)
- Sam Shalabi : guitare électrique (sur la piste 8)
- Alexandre St-Onge : manipulations numériques (sur la piste 2)

### Production
- Fly Pan Am : mixage audio
- Harris Newman : mastering
- Thierry Amar (en) : production, mixage
- Efrim Menuck : production, mixage